# 78º Reggimento fucilieri motorizzato "Sever-Akhmat"
Il 78º Reggimento fucilieri motorizzato "Sever-Akhmat-Eroe della Russia A.A. Kadyrov" (in russo 78-й мотострелковый полк «Север-Ахмат» имени А.А. Кадырова?; unità militare 77192), anche conosciuto come il 78º Reggimento motorizzato operativo "A. A. Kadyrov", è un'unità delle Forze terrestri russe, inquadrata nella 42ª Divisione fucilieri motorizzata delle guardie.

## Storia
Nel giugno del 2022 Ramzan Kadyrov annunciò la formazione di quattro reparti intitolati a suo padre, il primo presidente della Repubblica Cecena Akhmat Kadyrov, che avrebbero partecipato all'invasione russa dell'Ucraina: il reggimento speciale "Sever-Akhmat" e i tre battaglioni dipendenti "Jug-Akhmat", "Zapad-Akhmat" e "Vostok-Akhmat".
Nel settembre dello stesso anno Kadyrov annunciò il completamento della formazione di queste unità e la loro disponibilità a essere dispiegate in combattimento. Queste unità si unirono alle forze del Ministero della Difesa della Federazione Russa. Il 78º Reggimento "Sever-Akhmat" è composto esclusivamente da ceceni ed è incluso nella 42ª Divisione fucilieri motorizzata delle guardie. Zajndi Zingiev è stato nominato comandante del reggimento. Sempre nel settembre 2022 gli analisti dell'Institute for the Study of War hanno riferito che le unità Akhmat appena formate stavano già prendendo parte alle ostilità in Ucraina.
Nel giugno 2023 Kadyrov annunciò che il battaglione "Zapad-Akhmat" era stato trasferito nell'oblast' di Belgorod per contrastare le incursioni ucraine nel territorio russo. Sempre a giugno, il comandante del battaglione "Vostok-Akhmat", Aslanbek Saliev, è stato sostituito da Vakha Khambulatov. Saliev venne nominato comandante del 1434º Reggimento "Akhmat-Cecenia" di nuova creazione. Nel settembre dello stesso anno il battaglione "Vostok-Akhmat" si trovava presso il villaggio di Robotyne nell'oblast' di Zaporižžja.
A giugno il reggimento, precedentemente in riserva nell'area di Bachmut, è stato schierato al fronte nella regione di Charkiv per supportare le forze russe nella battaglia per Vovčans'k.
Nell'agosto 2024 il comandante di una compagnia di forze speciali, tenente Ali Berdukaev, è morto in combattimento. Nel novembre dello stesso anno, parte del reggimento, insieme alle forze speciali "Okhotnik" della 51ª Armata combinata delle guardie, stava combattendo nella direzione di Časiv Jar e Ivanivs'ke.

## Comandanti
- Tenente colonnello Zajndi Zingiev (2022 - in carica)[16]

Vicecomandante: Khasan Muduev

## Simboli
Lo stemma del reggimento è una croce a otto punte, il Rubʿ al-Hizb, simbolo dell'Islam, religione maggioritaria in Cecenia. Al centro è raffigurato Achmat Kadyrov, patrono delle unità "Akhmat" (Kadyroviti) e padre di Ramzan Kadyrov, incrociato da due spade, simboli di forza e tradizione militare. Le spade sono congiunte dalle bandiere della Russia e della Cecenia, simboleggianti la fedeltà del governo ceceno alla Federazione Russa, mentre tra le else compare la scritta "МО РОССИИ" ("Ministero della difesa russo"). Nella punta in alto compare la lettera "Z", simbolo militare e di propaganda delle forze armate russe nell'invasione russa dell'Ucraina. In basso compare la scritta "СЕВЕР АХМАТ" ("Sever-Akhmat", lett. "Nord-Akhmat"), nome dell'unità che trae ispirazione dal 248º Battaglione motorizzato speciale "Sever" (dal 2009 141º Reggimento motorizzato speciale).